# Гай Фабий Амбуст
Гай Фабий Амбуст (лат. Gaius Fabius Ambustus; IV век до н. э.) — римский политический деятель из патрицианского рода Фабиев, консул 358 года до н. э. Предположительно сын Нумерия Фабия Амбуста, брат Марка Фабия Амбуста, трёхкратного консула.
Коллегой Гая Фабия по консульству был Гай Плавтий Прокул. Амбуст получил командование в войне с Тарквиниями, но воевал, по словам Тита Ливия, «неосторожно и необдуманно» и был разбит. 307 пленных римлян были принесены тарквинийцами в жертву богам.
В 355 году Гай Фабий был интеррексом — четвёртым из восьми, назначавшихся один за другим для проведения консульских выборов.